# Немања Цветковић (фудбалер, 1980)
Немања Цветковић (рођен 8. фебруара 1980. у Београду) бивши је српски фудбалер који је наступао на позицији десног бека.